# Theoderik af Treyden
Theoderik af Treyden (kilder benytter ofte navnet Dietrich; cirka 1160 – 15. juni 1219 i Reval) var den anden kendte missionær i Livland efter Meinhard, grundlægger af Sværdbroderordenen, og den første biskop af Livland. Han var en tidligere cisterciensermunk, der virkede som præst i Turaida fra 1191 til 1202. Han var den første abbed af Dünamünde kloster fra 1202 til 1211 og udpeget biskop af Estland i perioden fra 1211 til 1219 af Albert af Riga. Han havde allerede i 1191 udøvet missionære aktiviteter i Estland.
Theoderik blev dræbt af estere under Slaget ved Lyndanisse i 1219. Efter hans død blev titlen Biskop af Estland aldrig anvendt siden, og han blev midlertidigt afløst af biskoppen af Lihula før det estiske territorie inddeltes i adskillige stifter. Den smule der vides om Theoderiks liv er indskrevet i adskillige samtidige dokumenter samt den Livlandske krønike.